# Сучасність (журнал)
«Суча́сність» — місячник літератури, мистецтва, суспільного життя. Виходив спершу від 1961 впродовж трьох десятиліть у Федеративній Республіці Німеччина (Мюнхен), а потім у США. З січня 1992 року по січень 2013 року журнал випускався в Києві (з перервами), аж до його закриття.

## Період видання часопису поза межами України (Мюнхен)
Часопис постав на базі двотижневика «Сучасна Україна» і місячника «Українська Літературна Газета», які видавало Українське товариство закордонних студій.
Головні редактори в той період це Іван Кошелівець (1961–1966 і 1976–1977), Вольфрам Бурґгардт (1967–1970), Богдан Кравців (1970–1975), Марта Скорупська (1978), Юрій Шевельов (1978–1981).
Видавець був пов'язаний з Закордонним Представництвом УГВР, але «Сучасність» мала непартійний характер, і в ній брали участь діячі культури, науки, громадського і політичного життя незалежно від політичних і світоглядових переконань; серед ін.: Емма Андієвська, Мішель Андрієнко-Нечитайло, Василь Барка, Юрій Бойко-Блохін, Богдан Бойчук, Вольфрам Бурґгард, Віра Вовк, Яків Гніздовський, Всеволод Голубничий, Святослав Гординський, о. Іван Гриньох, Олекса Ізарський, Анатоль Камінський, Богдан Кордюк, Іван Святослав Коропецький, Григорій Костюк, Іван Кошелівець, Богдан Кравців, Володимир Кубійович, Юрій Лавріненко, Вадим Лесич, Іван Лисяк-Рудницький, Іван Майстренко, Василь Маркусь, Петро Одарченко, Омелян Пріцак, Мирослав Прокоп, С. Процюк, Еммануїл Райс, Богдан Рубчак, Улас Самчук, Олекса Стефанович, Володимир Стахів, Юрій Тарнавський, Богдан-Ярослав Цимбалістий, Юрій Шевельов, Роман Шпорлюк.
«Сучасність» багато уваги присвячувала питанням руху опору в Україні і друкувала твори його діячів (Івана Дзюби, Ігоря Калинця, Левка Лук'яненка, Валентина Мороза, Євгена Сверстюка, Івана Світличного, Василя Симоненка, Гелія Снєгірьова, Миколи Холодного, Василя Стуса, В'ячеслава Чорновола) та ін. самвидавні матеріали.
«Сучасність» інформувала про культурні, національні, соціальні, політичні, економічні, демографічні процеси в Україні, в СРСР і в комуністичному блоці, інформувала про духові течії Заходу. Аналіз подій в СРСР і УРСР на сторінках «Сучасності», зокрема критика політики національної дискримінації й русифікації неросійськомовних республік, накликала на неї часті напади на сторінках радянської преси.

### Видавництво «Сучасність»
Поруч із журналом діяло видавництво «Сучасність» (як продовження видавництва «Пролог»). Від 1968 у ньому з'явилося понад 60 книг із ділянок літератури, мистецтва, політики та ін., що їх авторами або ред. є Емма Андієвська, Іван Бакало, Василь Барка, Віра Вовк, Яків Гніздовський, Олекса Ізарський, Анатоль Камінський, Григорій Костюк, Іван Кошелівець, Богдан Кравців, Роман Купчинський, Юрій Лавріненко, Іван Лисяк-Рудницький, Іван Майстренко, Євген Маланюк, Богдан Нижанківський, Володимир Попович, Мирослав Прокоп, Богдан Рубчак, Олександр Семененко, Франтішек Сільницький, Юрій Соловій, Юрій Тарнавський, Юрій Шерех (Шевельов), Авраам Шифрін та ін. Окремими книгами у видавництві «Сучасність» перевидано твори, що раніше вийшли в УРСР, а згодом заборонені (Миколи Бажана, Миколи Скрипника й ін.), а також твори діячів українського і російського опору (Петра Григоренка, Ігоря Калинця, Валентина Мороза, Миколи Руденка, Івана Світличного, Василя Симоненка, Гелія Снєгірьова, Василя Стуса, Тетяни Ходорович). Збірники чужомовних поезій і прозових творів у видавництві «Сучасність» вийшли в перекладах Богдана Бойчука, Вольфрама Бурґгардта, Віри Вовк, Святослава Гординського, Івана Кошелівця, Вадима Лесича, Б. Олександрова, Оксани Соловей, Юрія Тарнавського.

## Період видання часопису в Україні (Київ)
З січня 1992 року «Сучасність» випускають в Києві, спочатку як спільне видання Республіканської асоціації українознавців та видавництва «Пролог» (США), а від лютого 2004 року засновник і видавець журналу — ТзОВ «Видавнича група „Сучасність“». Редакція визначає видання як «щомісячний часопис незалежної української думки», а основну тематику — як «література, наука, мистецтво, суспільне життя».
Протягом останніх п'яти років журнал тричі був змушений призупиняти вихід через постійний брак коштів, зміну інвесторів, засновників, головних редакторів і творчих колективів. Чергові номери виходили із запізненням на кілька місяців або навіть на півроку. Журнал зовсім не видавався з середини 2010. На початку весни 2012 інвестором «Сучасності» стало видавництво «Спадщина-Інтеграл» і в квітні часопис відновив свою роботу після півторарічної перерви.
На початку 2013 журнал закрився.

## Премія журналу «Сучасність»
- Мойсей Фішбейн
- Ігор Маленький
- Володимир Кашка за роман «Житло»
- Василь Кожелянко за роман «Дефіляда»
- 1995 —Джеймс Мейс за статтю «Ленін без України, або Дмитро Волкогонов як дзеркало російської демократії»
- 2000 —Василь Шкляр за найкращий роман року («Ключ»)
- 2005 — Ксенія Харченко за найкращу літературну публікацію (повість-візіо «Історія»)
- 2002 —Ігор Качуровський за розвідку «Ґотична література та її жанри»
- 2006 — Ольга Петрова за мистецтвознавче дослідження «Данте Аліг'єрі в ХХ столітті» .